# Stobrawa (Poppelau)
Stobrawa  (deutsch Stoberau) ist eine Ortschaft in der Gemeinde Popielów (Alt Poppelau) im Powiat Opolski der Woiwodschaft Oppeln.

## Geographie

### Geographische Lage
Stobrawa liegt im Osten der historischen Region Niederschlesien. Der Ort liegt ca. neun Kilometer westlich vom Gemeindesitz Popielów (Alt Poppelau) und ca. 33 Kilometer nordwestlich von der Kreisstadt und Woiwodschaftshauptstadt Oppeln. Durch den Ort verläuft die Woiwodschaftsstraße Droga wojewódzka 457.
Stobrawa liegt am Fluss Stober (poln. Stobrawa). Westlich des Dorfes mündet der Stober in die Oder. Stobrawa liegt im Landschaftsschutzpark Stobrawski.

### Ortsteile
Zu Stobrawa gehört der nordwestlich des Dorfes gelegene Weiler Odłogi (dt. Ablage).

### Nachbarorte
Westlich von Stobrawa liegt der Ort Nowe Kolnie (dt. Neu Köln). Im Osten liegt das Dorf Stare Kolnie (dt. Alt Köln). Westlich des Ortskern findet sich der zu Stobrawa gehörende Weiler Odłogi. 

## Geschichte
Das Dorf Stoberau wurde erstmals 1339 erwähnt. 1357 wird der Ort als Stobrov erwähnt. Der Name leitet sich vom Fluss Stober ab. 1408 wurde eine Holzkirche im Dorf erwähnt.
Nach dem Ersten Schlesischen Krieg 1742 fiel Stoberau mit dem größten Teil Schlesiens an Preußen.
Nach der Neuorganisation der Provinz Schlesien gehörte die Landgemeinde Stoberau ab 1816 zum Landkreis Brieg im Regierungsbezirk Breslau. 1845 bestanden im Dorf eine evangelische Kirche, eine evangelische Schule, eine königliche Oberförsterei und 106 weitere Häuser. Im gleichen Jahr lebten in Stoberau 892 Menschen, davon 40 katholisch. 1874 wurde der Amtsbezirk Stoberau gegründet, welcher aus den Landgemeinden Neu Cöln und Stoberau und dem Gutsbezirk Stoberau bestand. Erster Amtsvorsteher war der königliche Oberförster Scott Preston. 1885 wurde in Stoberau ein neues Schulgebäude erbaut.
1933 zählte das Dorf 998 und 1939 noch 934 Einwohner. Bis 1945 gehörte der der Ort zum Landkreis Brieg im Regierungsbezirk Breslau.
1945 kam der bisher deutsche Ort unter polnische Verwaltung und wurde in Stobrawa umbenannt. Die deutsche Bevölkerung wurde vertrieben und Polen wurden angesiedelt. Von 1945 bis 1954 und von 1973 bis 1975 war der Ort Teil der Gemeinde Karłowice. 1946 kam der Ort zur Woiwodschaft Breslau, 1950 zur Woiwodschaft Oppeln.
1997 wurde das Dorf beim Jahrhunderthochwasser der Oder komplett überschwemmt. 1999 wurde der Ort dem wiedergegründeten Powiat Opolski zugeordnet.

## Sehenswürdigkeiten
- Die röm.-kath. Mariä-Himmelfahrt-Kirche (poln. Kościół Wniebowzięcia Najświętszej Maryi Panny) ist die Pfarrkirche der gleichnamigen Pfarrei im Dorf.

## Vereine
- Freiwillige Feuerwehr OSP Stobrawa